# Станко Разбойников
 Тази статия е за революционера от ВМОРО.  За революционера от Априлското въстание вижте Станко Попанастасов Разбойников.  
Станко Хаджимитрев Разбойников е български революционер, деец на Вътрешната македоно-одринска революционна организация.

## Биография
Роден е през 1884 година в Мустафа паша, тогава в Османската империя, днес Свиленград, България. През 1907 година завършва Одринската гимназия. Учи в университет, но не завършва. Учител е в село Чобанкьой, Дедеагачко (1903 – 1905), директор на прогимназия в с. Малево, Хасковско (1910 – 1911) и Свиленград (1919 – 1930). Влиза във ВМОРО. По време на Балканската война в 1912 година е доброволец в Македоно-одринското опълчение и служи в нестроевата рота на 10 прилепска дружина. Носител е на бронзов медал с корона. Активно участва в дейността на тракийските културно-просветни дружества. Оставя спомени. Инспектор е в кооперативно застрахователно дружество „Учителска каса“, популярна банка „Сердика“, Търговска кооперативна банка – София (1930), БЗКБ (1943). Член е на Тракийската организация и на БРСДП. Умира през 1971 г. в София.
Личният му архив се съхранява във фонд 2089К в Централен държавен архив. Той се състои от 336 архивни единици от периода 1904 – 1987 г.
По време на освобождението на Вардарска Македония през Втората световна война, синът му, Владимир е кмет на Брещене от 19 ноември 1941 година до 16 януари 1942 година, на Белен от 26 февруари 1942 година до 11 август 1942 година и на Просечен от 11 май 1942 година до 16 април 1943 година.